# Memorimage
El Memorimage és un festival Internacional de cinema que se centra en l'exhibició d'aquelles produccions audiovisuals que utilitzen d'imatges d'arxiu o documental, amb el propòsit de visibilitzar la importància de la recuperació i la conservació del patrimoni audiovisual. A més, pretén posar en evidència el valor de la imatge en la configuració de la memòria, tant en la individual, com en la col·lectiva.

## Orígens i celebració
El festival es duu a terme anualment, durant uns dies del mes de novembre a la ciutat de Reus, el Baix Camp. Des de l'any de fundació del festival, així com des de la seva primera edició, celebrada al 2005, fins a l'actualitat, el Memorimage ha anat creixent progressivament i s'ha anat consolidant com a festival de referència en matèria d'arxiu, fins al punt d'haver aconseguit el reconeixement d'interès cultural per part de la UNESCO.
En el transcurs del festival, Reus es converteix en el punt de trobada d'un gran nombre d'artistes i professionals vinculats a l'àmbit audiovisual i funciona, llavors, com a vincle entre població, cultura i història.
De la ciutat, se n'escullen quatre espais culturals que acullen les projeccions cinematogràfiques del festival: Teatre Bartrina, Teatre Bravium, CIMIR i el Museu de Reus.

## Contingut
El festival reuneix les projeccions cinematogràfiques que entren en l'àmbit de la competició, estrenes a nivell mundial i pel·lícules recuperades i inèdites, així com diverses activitats orientades a tots els públics, tallers i jornades professionals.
La iniciativa neix de la mà de CINEMA-RESCAT, una entitat sense ànim de lucre que té com a principal propòsit la investigació i la recuperació del patrimoni cinematogràfic. El festival és organitzat per l'Ajuntament de Reus i Parallel 40 s'encarrega de la seva direcció i producció.

## Nova modalitat, Memorimage Online
L'any 2021 any posterior a la pandèmia de SARS-CoV-2 es va posar en pràctica una nova iniciativa, el Memorimage Online, una versió diferent del festival que consisteix en una plataforma online d'accés gratuït per tots els espectadors, on únicament cal registrar-s'hi. No obstant això, cada pel·lícula tenia un màxim de visionats diaris i, en cas que una pel·lícula els hagués esgotat, els espectadors havien d'esperar fins al dia següent. Aquesta nova versió del festival va repetir-se també l'any 2022.
La programació de l'edició del Memorimage Online 2022 acollia les següents produccions:
- Casa Navàs. Reconstruint la memòria. (David Fernàndez, Víctor Rubio)
- Los Glosters. (Nando Caballero)
- El Toubab. Confiesan que he vivido. (Agnès Olivé Benet)
- A cambio de tu vida (Olatz Ovejero, Clara López, Aurora Báez, Sebastián Ramírez)
- El banquet gegant d'Antoni Miralda. (Àlvar Calvet)
- Padrí. Imatges del record. (Júlia Kühne Escolà)
- Elena Universo. (Marga Almirall Rotés)
- Labo. (Jesús María Palacios)
- Gaudí, l'arquitecte de Déu. (Marc Petitpierre i Josep Padró)
- La Vall del Francolí, l'alè del camp. (Elisenda Trilla Ferré)

## 17ª edició del Memorimage
Al 2022, s'ha celebrat la dissetena edició del festival cinematogràfic en l'interval del 8 a l'11 de novembre. Urraca. Caçador de Rojos. és el documental que ha marcat l'inici d'aquesta edició del festival, el dia 8 de novembre a les 21h i D'ombres, projectat el dia 11 de novembre a les 21h, l'ha donat per conclòs.
Els premis que s'han lliurat en aquesta edició són els següents:
- Premi Ciutat de Reus: Ex aequo entre “Nelly and Nadine” de Magnus Gertten i “Terra Femme” de Courtney Stephens. Atorgat pel jurat Ciutat de Reus.[5]
- Premi Cinema·Rescat: “La cuina dels homes” de Silvia Subirós. Atorgat pel jurat Cinema Rescat.
- Premi del Públic: “Urraca. Caçador de rojos” de Pedro de Echave i Felip Solé.
- Premi MemoriReus: “Arrels de Mar” de Emanuel Munteanu i Laura Vargas-Machuca. Premiat amb 300€ i patrocinat per Rabassa Arts Gràfiques. Atorgat pels vots del públic assistent al festival.
- Premi Memorijove: “En el llindar” de Coraci Ruiz. Atorgat pels vots del públic assistent a les sessions Memorijove.
- Premi d’Honor: al realitzador Mario Pons. Atorgat pel jurat d’Honor i que reconeix la trajectòria d’un professional vinculat a la creació, la difusió i la conservació de les imatges d’arxiu.

## Seccions del festival
Dins del Memorimage hi ha dues seccions: el MemoriJove i el MemoriReus.
D'una banda, el MemoriJove és una secció dirigida al públic adolescent de secundària i batxillerat, on els joves tenen l'oportunitat d'apropar-se a les produccions audiovisuals que ofereix el festival a més de tenir la possibilitat de conversar amb membres de l'equip que ha realitzat les pel·lícules un cop finalitzades les projeccions.
D'altra banda, el MemoriReus inclou el cinema documental produït en el marc del Camp de Tarragona. Aquest any, en aquesta secció s'hi han inclòs quatre llargmetratges d'històries locals compromeses amb el territori tarragoní: Les dones i els dies (d'avui), Alésh, Arrels de mar i L'Espill.

## Filmin
La plataforma cinematogràfica de Filmin conté un apartat dedicat al Memorimage, on es poden trobar disponibles pel·lícules de la quinzena edició del festival.